# Tuffi ai Giochi della XXVIII Olimpiade - Piattaforma 10 metri sincro femminile
Hanno partecipato 8 coppie di atlete.

## Medaglie
| Posizione | Atleta                              | Paese  |
| --------- | ----------------------------------- | ------ |
|           | Lao Lishi Li Ting                   | Cina   |
|           | Natalia Gonchorova Julija Koltunova | Russia |
|           | Blythe Hartley Émilie Heymans       | Canada |

## Risultati
| Pos. | Tuffatrici                                          | Nazione     | Punti tot |
| ---- | --------------------------------------------------- | ----------- | --------- |
|      | Lao Lishi Li Ting                                   | Cina        | 352,14    |
|      | Natalia Gonchorova Julija Koltunova                 | Russia      | 340,92    |
|      | Blythe Hartley Émilie Heymans                       | Canada      | 327,78    |
| 4    | Lynda Folauhola Loudy Tourky                        | Australia   | 313,92    |
| 5    | Jashia Luna Paola Espinosa                          | Messico     | 307,74    |
| 6    | Annett Gamm Nora Subschinski                        | Germania    | 303,30    |
| 7    | Cassandra Cardinell Sara Hildebrand                 | Stati Uniti | 302,22    |
| 8    | Evtykhia Pappa-Papavasilopoulou Florentia Sfakianou | Grecia      | 272,40    |